# Ryhall
Ryhall est un village anglais et une paroisse civile du Rutland située dans les Midlands de l'Est.